# De Wijk
De Wijk est un village néerlandais de la commune de De Wolden, situé dans la province de Drenthe. Le 1er janvier 2020, la population s'élevait à 2 995 habitants.

## Géographie
Le village est situé à l'extrémité sud de la province de Drenthe, en limite de l'Overijssel.

## Histoire
De Wijk était une commune indépendante avant le 1er janvier 1998, date à laquelle elle a fusionné avec Ruinen, Ruinerwold et Zuidwolde pour former la nouvelle commune de De Wolden. Les villages de De Schiphorst et de Rogat ont eux été rattachés à la commune de Meppel.